# Dipsocoridae
Dipsocoridae (лат.) — семейство хищных клопов. Более 30 видов. Встречаются всесветно (кроме Новой Зеландии), большинство в тропиках и субтропиках. Длина тела 2—3 мм. Лабиум 4-члениковый, толстый. Голова конической формы, направлена вперёд и немного вниз. Формула лапок 3-3-3 (или 2-2-3). Обитают во влажных биотопах, около рек, озёр, болот, во мхах, осоковых кочках, под камнями.

## Систематика
В мировой фауне насчитывается более 30 видов этого семейства. Название семейства Dipsocoridae Dohrn, 1859, основано на младшем синониме (Dipsocoris Haliday), и первоначально было заменено на имя Cryptostemmatidae  McAtee and Malloch, 1925. Однако, первое имя уже имело широкое распространение и продолжает использоваться. Три подрода из состава Cryptostemma иногда рассматриваются в качестве самостоятельных родов (Alpagut  и другие).
- Cryptostemma (Dipsocoris, включая 3 подрода)
- Pachycoleus

### Виды Европы
- Cryptostemma alienum Herrich-Schäffer, 1835
- Cryptostemma carpaticum Josifov, 1967
- Cryptostemma castaneovitreus
  - =Alpagut castaneovitreus (Linnavuori, 1951)
- Cryptostemma medius
  - =Alpagut medius (Rey, 1888)
- Cryptostemma remanei Josifov, 1964
- Cryptostemma roubali Josifov, 1967
- Pachycoleus pusillimum (J. Sahlberg, 1870)
- Pachycoleus waltli Fieber, 1860